# Job (Puy-de-Dôme)
Job [ʒɔb] ist ein Dorf und eine Gemeinde mit 994 Einwohnern (Stand 1. Januar 2022) im französischen Département Puy-de-Dôme in der Region Auvergne-Rhône-Alpes. Die Gemeinde gehört zum Arrondissement Ambert und zum gleichnamigen Kanton Ambert.

## Geographie
Die Gemeinde liegt etwa 50 Kilometer südöstlich von Clermont-Ferrand und 25 Kilometer westlich von Montbrison im Regionalen Naturpark Livradois-Forez, an der Grenze zum benachbarten Département Loire.
Nachbargemeinden von Job sind:
- Vertolaye und Saint-Pierre-la-Bourlhonne im Norden,
- Sauvain im Nordosten (Département Loire),
- Valcivières im Südosten,
- La Forie im Süden,
- Ambert im Südwesten und
- Bertignat im Westen.

Das Gemeindegebiet befindet sich an der Westflanke der Bergkette Monts du Forez. Am Bergkamm liegt der Gipfel Pierre-sur-Haute (1631 m) mit der militärischen Funkstation Pierre-sur-Haute. Auf den Anhöhen der Monts du Forez entspringen viele kleine Bäche, die alle vom Fluss Dore, der an der westlichen Gemeindegrenze verläuft, gesammelt werden und über Allier und Loire entwässern. 

### Verkehrsanbindung
An der westlichen Gemeindegrenze verläuft parallel zum Fluss Dore die Départementsstraße D 906 (von Vichy nach Le Puy-en-Velay) in Nord-Süd-Richtung. Der Gemeindehauptort von Job ist über die Départementsstraßen D 66 und D 67 mit dem hochrangigen Straßennetz verbunden.
Ebenfalls im Talgrund der Dore befindet sich eine Eisenbahnstrecke, auf der heute der Touristenzug Ligne touristique du Livradois-Forez betrieben wird.

## Bevölkerungsentwicklung
| Jahr                       | 1968 | 1975 | 1982 | 1990 | 1999 | 2006 | 2018 |
| Einwohner                  | 1078 | 967  | 946  | 997  | 1051 | 1065 | 1023 |
| Quellen: Cassini und INSEE |      |      |      |      |      |      |      |

## Sehenswürdigkeiten
- Kirche Saint-Loup aus dem 15. Jahrhundert, Monument historique[1]

## Persönlichkeiten
- Guillaume Douarre (1810–1853), (Titular-)Bischof von Zentralozeanien (seit 1842), Apostolischer Vikar von Neukaledonien (1847–1850)